# Чеслав Бессага
Че́слав Ма́р'ян Бесса́га (пол. Czesław Marian Bessaga; 26 лютого 1932, Львів — 20 вересня 2021, Варшава) — польський математик, дійсний член ПАН.

## Біографічні дані
Чеслав Бессага народився у Львові. 1950 року взяв участь у Першій всепольській математичній олімпіаді школярів.
Закінчивши Варшавський університет, Бессага 1958 року здобув ступінь кандидата математичних наук в Інституті математики Польської академії наук на підставі дисертації «Про властивості базисів Шаудера для деяких класів просторів F-типу», написаної під керівництвом Станіслава Мазура. У 1965—1998 роках завідував кафедрою функціонального аналізу в Інституті математики Варшавського університету. Став професором у 1980-му. У 1970—1975 роках був заступником директора Інституту математики. У 1984—1987 роках обіймав посаду заступника декана факультету математики, інформатики та механіки Варшавського університету. Член-кореспондент Польської академії наук з 1976 року, дійсний член Польської академії наук з 1991 року. Брав участь у роботі Комітету математики ПАН, і наукової ради Інституту математики ПАН (з 1975). Дійсний член Варшавського наукового товариства з 1983 року. У 1990-х роках Бессага очолював головний комітет Математичної олімпіади. Редактор журналу «Studia Mathematica». Бессага був науковим керівником докторантів Генрика Торуньчика, Тадеуша Добровольського та Єжи Могільського.
Бессага спеціалізувався у функціональному аналізі й геометричній топології нескінченновимірних просторів, вивчав базиси Шаудера й ізоморфну структуру банахового простору. Довів теорему (згодом названу його іменем), зворотну до теореми Банаха про нерухому точку. Разом із Александером Пелчинським він охарактеризував ізоморфізми між банаховими просторами неперервних функцій на зліченних компактних просторах і так званий Принцип відбору Бессаги — Пелчинського. Разом із Пелчинським він запровадив інноваційні методи дослідження в галузі топологічної класифікації нескінченновимірних просторів Фреше та опуклих тіл.

## Вибрані праці
- On bases and unconditional convergence of series in Banach spaces (z A. Pełczyńskim), Studia Mathematica 17 (1958), 151—164. <http://eudml.org/doc/216910>
- Selected Topics in Infinite-Dimensional Topology (z A. Pełczyńskim), «Monografie Matematyczne», 58, 1975;
- Every Infinite-Dimensional Hilbert Space in Diffeomorphic to its Unit Sphere, Bull. Acad. Polon. Sci. — ser. sci. Math. Astr. et Phys., 14, 1966;
- Linear Operators and Functors Extending Pseudometrics, Fundamenta Mathematicae, 142, 1993

## Нагороди і відзнаки
- Медаль імені Стефана Банаха від Польського математичного товариства (1961)[12]
- Відзнака від міністра освіти (1970)[6]
- Державна премія I ступеня (разом із іншими, 1974)[6]
- Лицарський хрест Ордена Відродження Польщі (1973)
- Медаль імені Серпінського (1997) — за працю «Від множин першої категорії Бера до властивості Z Андерсона»[13]